# Orékhovo (Vladímir)
|  | Per a altres significats, vegeu «Orékhovo». |

Orékhovo (en rus: Орехово) és un poble de l'óblast de Vladímir, a Rússia, segons el cens del 2010 tenia 16 habitants. Pertany al districte municipal de Sóbinka.